# Суздальский сельский округ
Суздальский сельский округ — административно-территориальная единица города Горячий Ключ как объекта административно-территориального устройства Краснодарского края.
В рамках структуры администрации муниципального образования города Горячий Ключ функционирует его территориальный орган — Администрация Суздальского сельского округа.
Административный центр — станица Суздальская.

## Население
| 2002 | 2010  |
| ---- | ----- |
| 2426 | ↗2697 |

## Населённые пункты
Сельский округ включает 3 сельских населённых пункта:
| № | Населённый пункт | Тип населённого пункта | Население |
| - | ---------------- | ---------------------- | --------- |
| 1 | Красный Восток   | хутор                  | ↗78       |
| 2 | Мартанская       | станица                | ↗1245     |
| 3 | Суздальская      | станица                | ↗1374     |

## История
20-21 февраля 1975 года город Горячий ключ был выделен из состава Апшеронского района Краснодарского края и наделён статусом города краевого подчинения, при этом из Апшеронского района Горячеключевскому горсовету были переподчинены близлежащие сельсоветы, в том числе Суздальский сельсовет. В 1990-е годы подчинённые Горячему Ключу сельсоветы (сельские администрации) были преобразованы в сельские округа.